# Fame (Duo)

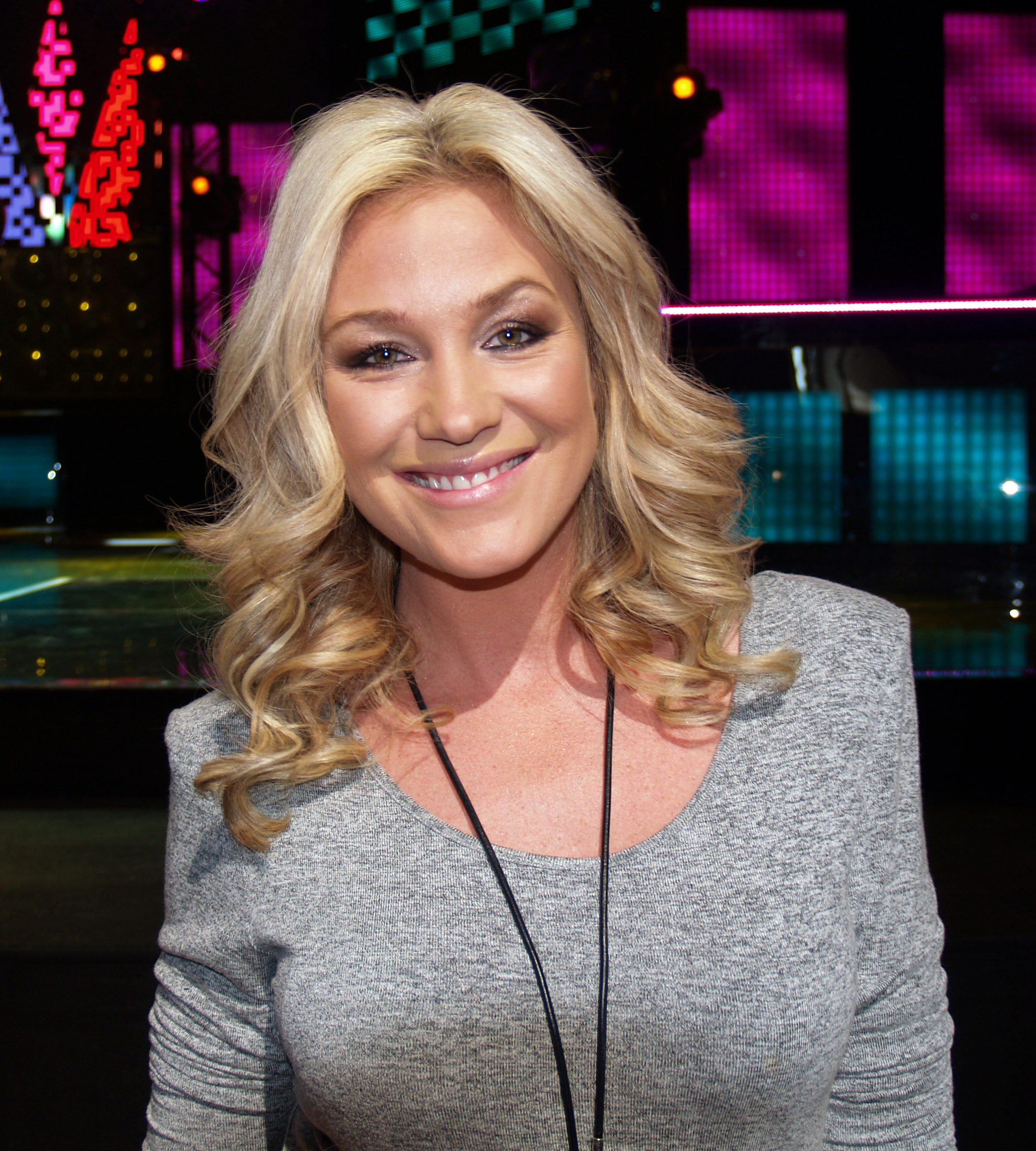
Jessica Andersson (2010)

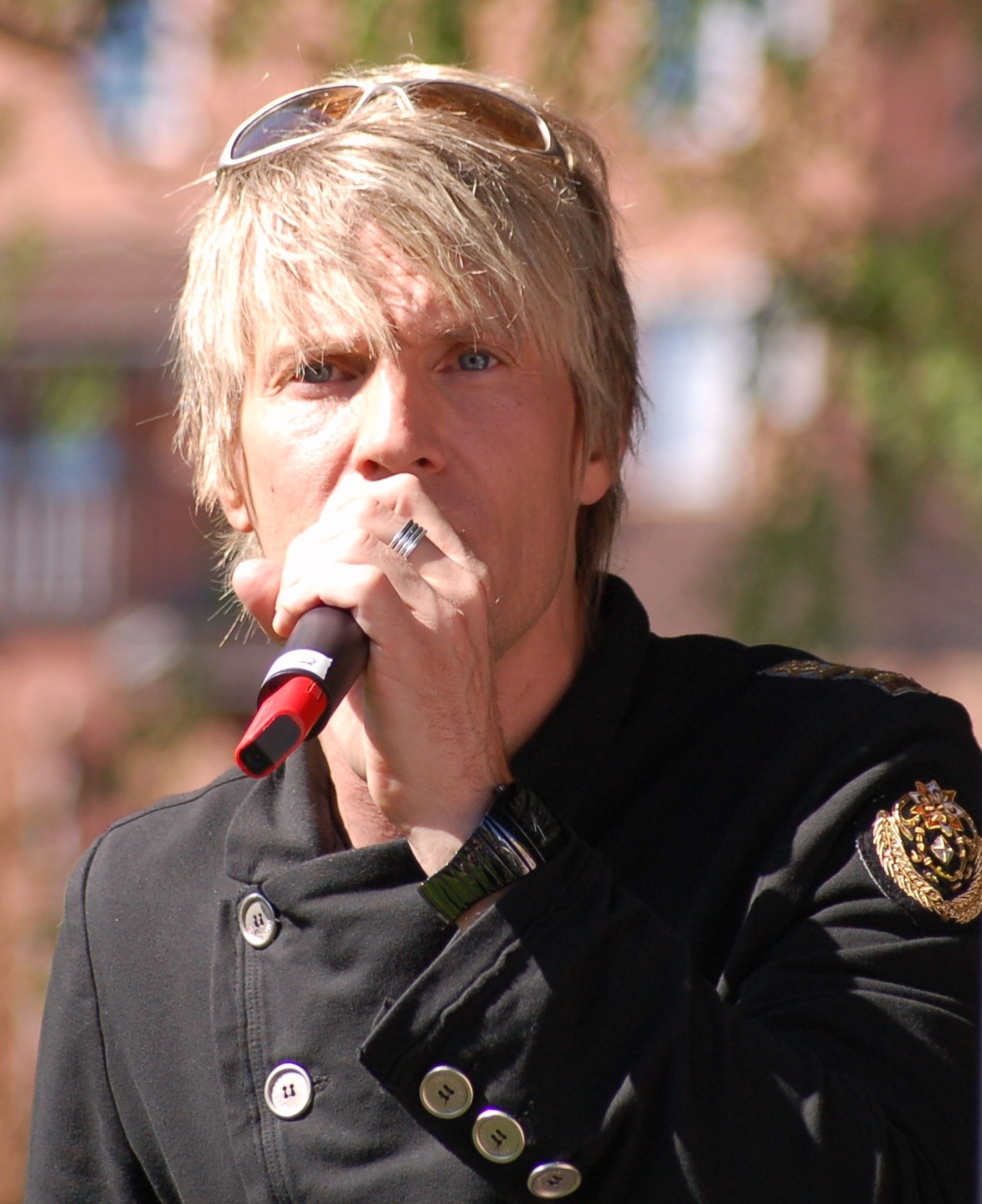
Magnus Bäcklund (2006)

Das Gesangsduo Fame vertrat Schweden 2003 beim Eurovision Song Contest.

## Musikalische Karriere
Fame sind Jessica Andersson (* 27. Oktober 1973 in Västergötland) und Magnus Bäcklund (* 16. November 1965 in Värmland). Die Gruppe entstand aus der Fernsehcastingshow Fame Factory (ähnlich wie Pop Idol bzw. Deutschland sucht den Superstar). Magnus Bäcklund gewann die erste Staffel im Herbst 2002, während Jessica Andersson ausschied und ihren Sohn Liam auf die Welt brachte.
Der schwedische Fernsehproduzent und Plattenchef Bert Karlsson hatte anschließend die Idee, aus Andersson und Bäcklund ein Duo zu bilden. Als „Fame“ nahmen die beiden am 15. März 2003 mit dem Lied Give Me Your Love am Melodifestivalen, dem schwedischen Vorentscheid zum Eurovision Song Contest, teil, siegten mit klarem Vorsprung und ließen frühere Melodifestivalen-Gewinner wie Jill Johnson oder Jan Johansen deutlich hinter sich. Am 24. Mai 2003 vertraten sie somit Schweden beim Eurovision Song Contest in Riga und belegten dort den fünften Platz.
2004 nahmen sie erneut am Melodifestivalen teil und belegten mit Vindarna vänder oss den sechsten Platz. Derzeit betreiben Andersson und Bäcklund Solokarrieren und traten beide jeweils als Solokünstler beim Melodifestivalen 2006 an. Als Duo Fame sangen sie aber 2006 das Lied All in the Game für die Olympischen Winterspiele in Turin.

## Diskografie

### Alben
| Jahr | Titel             | Höchstplatzierung, Gesamtwochen, AuszeichnungChartsChartplatzierungen (Jahr, Titel, Platzierungen, Wochen, Auszeichnungen, Anmerkungen) | Anmerkungen |
| Jahr | Titel             | SE | Anmerkungen |
| ---- | ----------------- | --- | ----------- |
| 2003 | Give Me Your Love | SE11 (5 Wo.)SE |             |

### Singles
| Jahr | Titel Album                         | Höchstplatzierung, Gesamtwochen, AuszeichnungChartsChartplatzierungen (Jahr, Titel, Album, Platzierungen, Wochen, Auszeichnungen, Anmerkungen) | Anmerkungen |
| Jahr | Titel Album                         | SE | Anmerkungen |
| ---- | ----------------------------------- | --- | ----------- |
| 2003 | Give Me Your Love                   | SE1 Gold · (18 Wo.)SE |             |
| 2003 | Pop into My Heart Give Me Your Love | SE53 (2 Wo.)SE |             |
| 2004 | Vindarna vänder oss –               | SE23 (6 Wo.)SE |             |
| 2005 | Gjorda för varandra –               | SE47 (2 Wo.)SE |             |
| 2006 | All in the Game –                   | SE54 Platin · (3 Wo.)SE |             |

Weitere Singles
- 2004: The Way You Love Me